# Perwomajskyj (Insel)
Die Insel Perwomajskyj (ukrainisch [Острів] Первомайський; russisch [остров] Первомайский/Perwomaiski, dt.: Erster-Mai [Insel]), auch Maiinsel, ist eine 1895 fertiggestellte, künstlich angelegte Insel, drei Kilometer südlich der ukrainischen Hafenstadt Otschakiw am Ende des Dnepr-Bug-Limans zum Schwarzen Meer. Perwomajskyj liegt strategisch hinter einer Meeresenge zwischen Otschakiw im Norden und dem Ende der Landzunge der Kinburn-Halbinsel im Süden (1992 zum Landschaftspark Kinburnskaja Kossa [Кинбурнская коса] erklärt). 
Die Initiative zum Inselbau – als Ergänzung zur See-Festung Kinburn – während des Russisch-Türkischen Kriegs (1768–1774) geht zurück auf den russischen General Alexander Suworow (1730–1800). Festungsbauer war der deutsch-baltische General Eduard Totleben (1818–1884). Die 25-jährige Bauphase endete 1895. Der erste Name der Insel war „Insel der Artillerie-Batterien“ (остров Артиллерийской батареив), später Fort Nikolaev (остров форт Николаевский). Die Insel sollte den Dnepr-Bug-Liman schließen und mit den stationierten Kanonen türkische Angriffe auf die Städte Cherson, Mykolajiw und Otschakiw abwehren.
Zur Sicherung der friedlichen Schifffahrt wurde in den folgenden Jahren auf der Insel ein Leuchtturm errichtet und später ein Leitfeuer (Маяк Дніпpo-Лимaнський пepeдній) für die Passage des Dnepr-Bug-Liman eingerichtet.
Nach der russischen Revolution 1905 wurde Pjotr Schmidt (1867–1906), einer der Führer des Sewastopoler Aufstands, vor seiner Hinrichtung auf der Nachbarinsel Beresan, auf der Maiinsel gefangen gehalten. Schmidt ist Hauptgestalt von Pasternaks Poem „Leutnant Schmidt“ (Лейтенант Шмидт) und Namensgeber der ältesten (1840) über die Newa gehenden St. Petersburger Brücke, der ehemaligen Leutnant-Schmidt-Brücke (heute Blagoweschtschenski-Brücke).
Seit 1961 war die 17. Brigade der sowjetischen Schwarzmeerflotte, eine Kampfschwimmer (боевых пловцов)-Spezialeinheit (auch Meeres-Saboteure, морских диверсантов, oder Navy SEALs, морских котиков), auf der Insel stationiert. Während des Augustputsch in Moskau 1991 weigerten sich die 70 stationierten Elite-Soldaten den abgesetzten sowjetischen Präsidenten Gorbatschow in seiner Datscha in Foros (Süd-Krim) zu überwachen. Nach der Auflösung der Sowjetunion waren die verbliebenen ukrainischen Soldaten (die anderen durften die Einheit verlassen) die erste Militäreinheit, die den Treueschwur auf die unabhängige Ukraine ablegte. Im August 2004 wurde die Einheit aufs Festland verlegt. Seit 2005 steht die Insel zum Verkauf.
Seit dem 24. Februar 2022, dem ersten Tag des russischen Überfalls auf die Ukraine, erfolgte landesweit durch russische Streitkräfte die Bombardierung und Invasion durch teilweise Besetzung ukrainischen Territoriums.
Die Insel ist nicht zu verwechseln mit dem russischen Fort Totleben im Finnischen Meerbusen bei Kronstadt.